# Kościół Wniebowzięcia Najświętszej Maryi Panny we Wrocławiu-Ołtaszynie
Kościół pw. Wniebowzięcia NMP we Wrocławiu-Ołtaszynie znajduje się we Wrocławiu przy ul. Pszczelarskiej 10, osiedle Ołtaszyn w archidiecezji wrocławskiej. 
Po raz pierwszy wzmiankowano kościół w 1254. Według tradycji wcześniej istniała w tym miejscu drewniana świątynia zbudowana w 1248. Jej fundatorką była św. Jadwiga. Kościół prawdopodobnie został spalony lub zniszczony podczas najazdu husytów w 1428 roku. 

## Historia

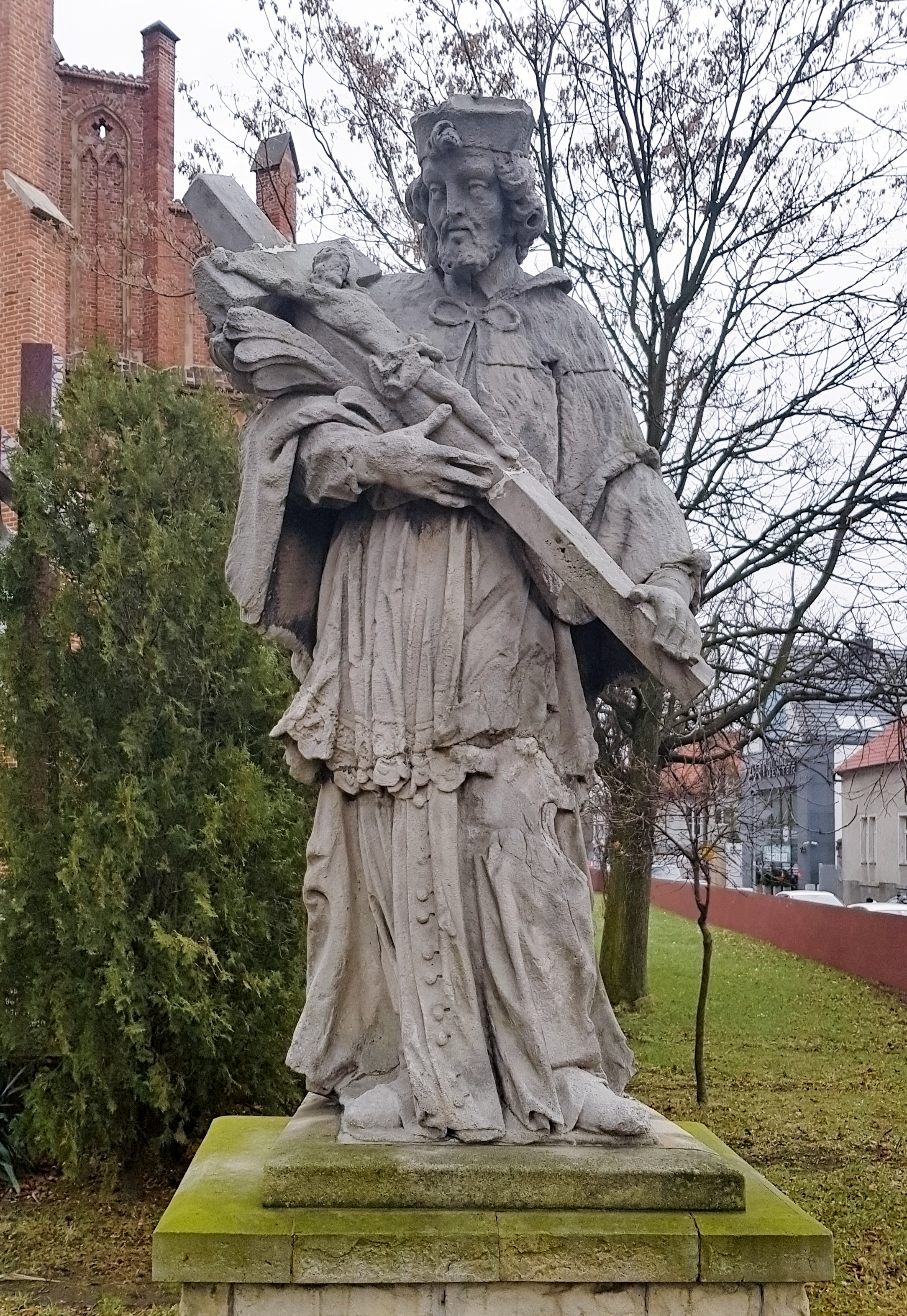
Figura św. Jana Nepomucena

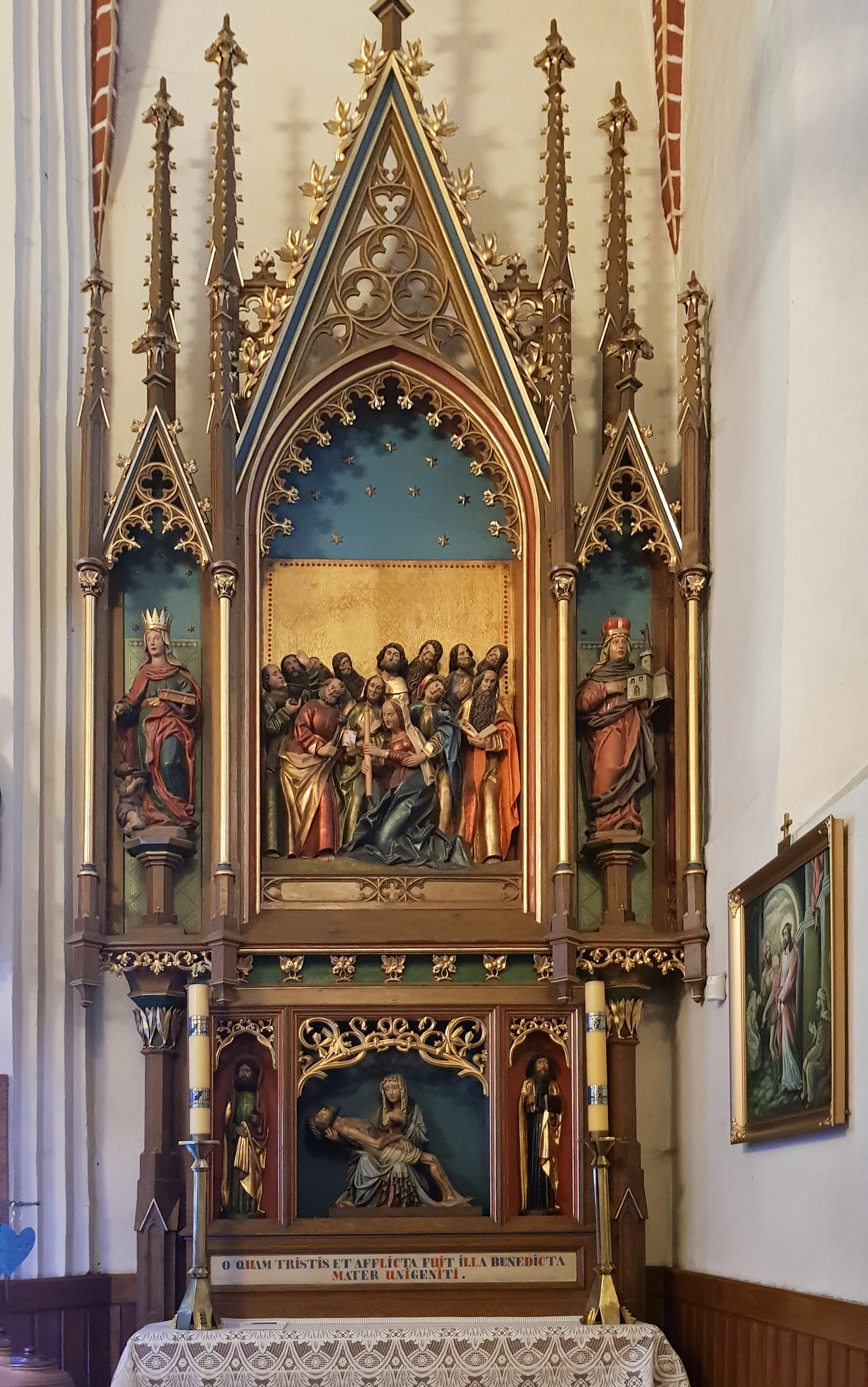
Ołtarz południowy ze sceną Wniebowstąpienia z ok. 1500, z figurkami św. Elżbiety i św. Jadwigi z XVI wieku oraz i ze sceną Piety u podstawy ołtarzowej

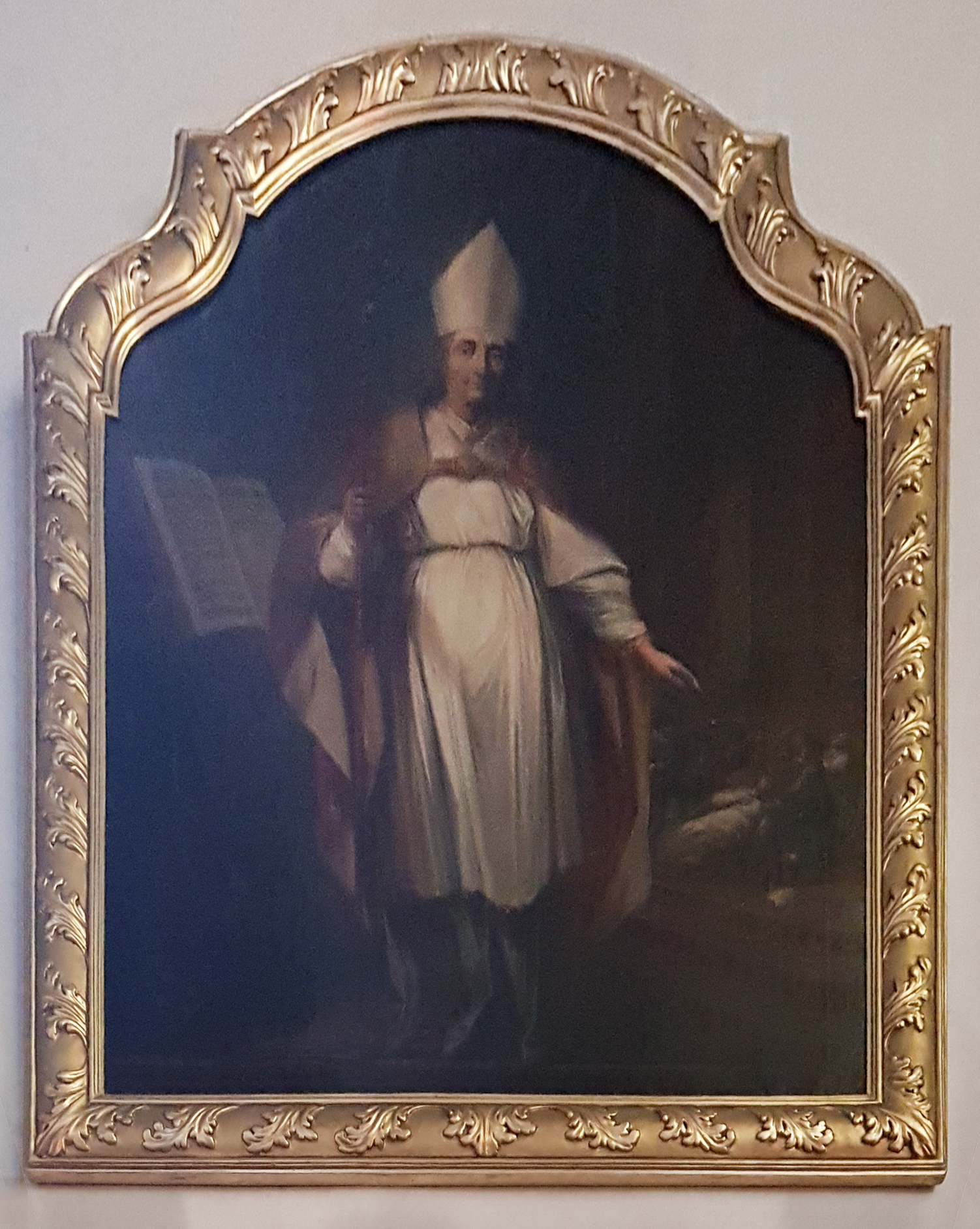
Obraz Święty Tomasz Becket z 1715 roku autorstwa Johanna Jacoba Eybelwiesera

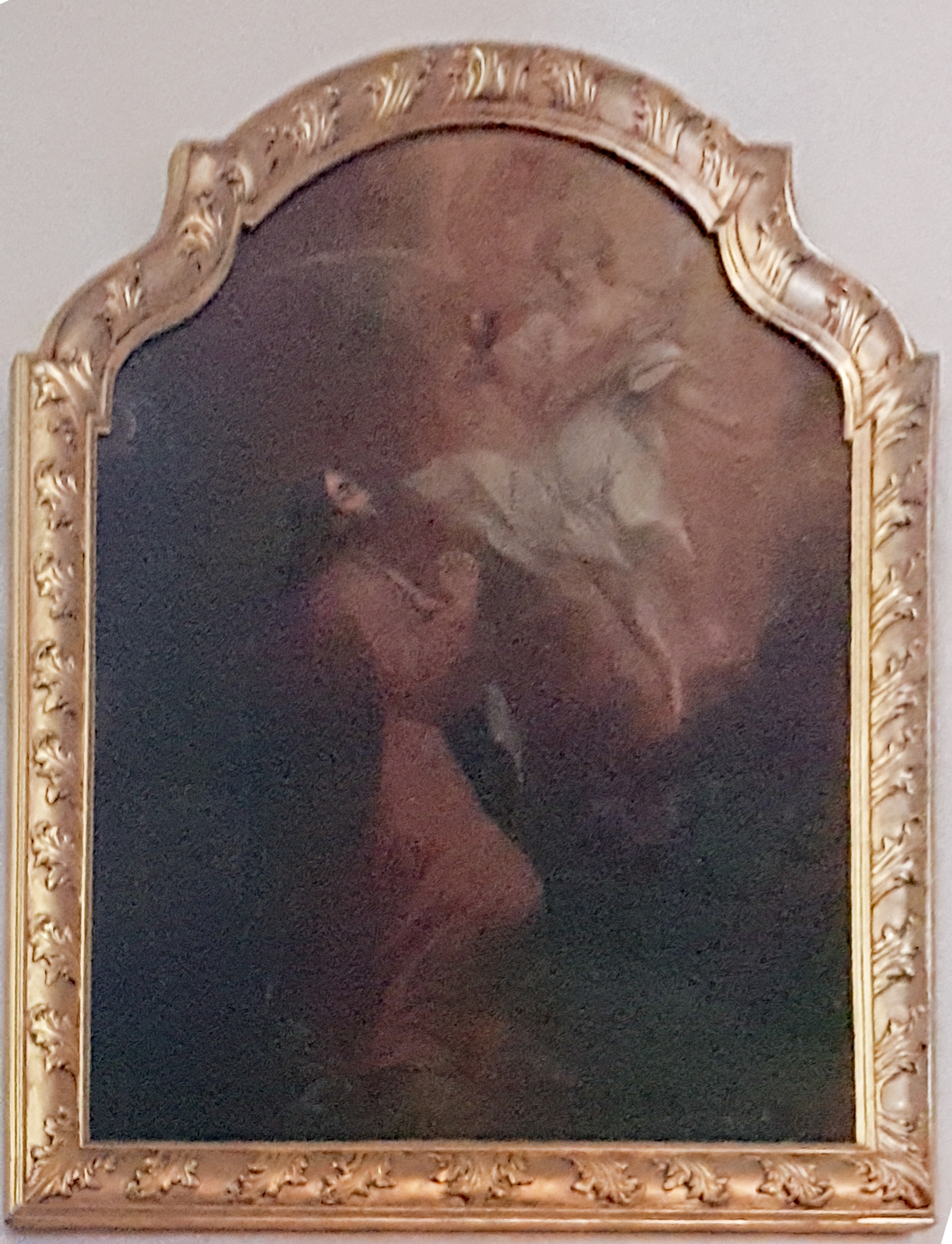
Obraz Modlitwa w Ogrójcu z 1715 roku autorstwa Johanna Jacoba Eybelwiesera, wymagający renowacji

Nowy gotycki kościół został wzniesiony na początku XV wieku. Jego konsekracja miała miejsce 17 maja 1450. Dokonał jej biskup pomocniczy wrocławski Bernard. U schyłku XV wieku została dobudowana zakrystia i powstało północne wejście zwieńczone późnogotyckim „oślim grzbietem” (obecnie zamurowanym). Świątynia nosiła wówczas wezwanie: Wszechmocnego Boga, Wniebowzięcia Najświętszej Maryi Panny i św. Tomasza z Canterbury. 
W 1572, kiedy to probostwo w Ołtaszynie było w bardzo złym stanie, proboszczem parafii został Valenty Opyschesky. Pięć lat później odbudował on proboszczówkę, w 1579 wybudował nowe stajnie i obory dla owiec, a w 1585 piwnice i piekarnie. W 1632, podczas trwania wojny trzydziestoletniej, kościół został opuszczony, a ówczesny proboszcz Mateusz Bleich schronił się we Wrocławiu zabierając ze sobą cenne wyposażenie świątyni, m.in. srebrny kielich mszalny z 1518. 
Pod koniec XVII wieku rozpoczęły się prace budowlane przy kościele i w sąsiedztwie. W 1753 dokonano renowacji wieży kościelnej, a w okresie probostwa księdza Ernesta Hirschberga (1766–1785), wyremontowano budynek probostwa i naprawiono po wojnie trzydziestoletniej dachy stodoły i stajni. W 1768 odbudowano górną części wieży kościelnej, w 1775 zniszczony mur wokół cmentarza kościelnego.
W 1848 roku w nocy z 11 na 12 lutego kościół został okradziony ze wszystkich cennych przedmiotów. W latach 1855–1856 kościół został częściowo odrestaurowany i przebudowany w stylu neogotyckim. Projektantem był G. Bergmann, a ówczesnym proboszczem ks. Augustyn Kintzel. Przebudowa dotyczyła wymiany spróchniałego stropu i budowy sklepienia krzyżowo-żebrowego oraz nowej konstrukcji dachu, który pokryto dachówką klasztorną. Wieża kościoła została podwyższona o trzy kondygnacje (z 70 do 160 stóp) i uwieńczona hełmem z czterema sterczynami. Wieże przyozdobiono kamiennymi filarami. W latach 1867–1871 wystrój kościoła został zmieniony z barokowego na neogotycki. W 1887 roku świątynię otynkowano. 
W latach 1865–1905 proboszczem parafii Ołtaszyn był historyk Kościoła ks. Johannes Soffner (1828–1905), który w 1875 opublikował jej historię Geschichte der katholischen Pfarrei Oltaschin nebst deren Adjuncta Bettlern.
W 1945 kościół stał się punktem oporu wycofującego się z Wrocławia wojska niemieckiego. Na wieży zostało umieszczone działo przeciwlotnicze i karabiny maszynowe. Stanowisko to było przez kilka dni ostrzeliwane przez wojska radzieckie, w wyniku czego kościół w 50% został zniszczony, a plebania całkowicie spalona.
W 1991, za sprawą proboszcza Stanisława Dudka, na wieży kościelnej w miejsce starego zegara zainstalowano elektroniczny zegar z kurantami.

## Lista duchownych pełniących funkcję proboszcza w parafii
W archiwach parafialnych oraz Bibliotece Ossolineum i Uniwersyteckiej na Piaskach zachowały się nazwiska 38 proboszczów, od 1350 do czasów
współczesnych. 
- Mariusz Sobkowiak (od roku 2023)
- Piotr Śmigielski (2017- 2022)
- Zbigniew Dołhań okres sprawowania probostwa 2007 - 2017
- Stanisław Dudek, dziekana dekanatu Wrocław Południe (1991- 2007)
- Bronisław Owczarz, prałat (1973 - 1991)
- Kazimierz Suchecki (29.04.1947 - 1973)
- Józef Wallek (8 września 1936 - maj 1947)
- Jan Wajner (1906 - 1 stycznia 1937)
- Johannes Soffner (6 listopada 1865 - 21 stycznia 1905)
- Augustyn Kintzel
- Franz Joseph Majunke (1816 - 1827)
- Ernest Hirschberg (1766-1785),
- Antoni Gliera
- Mateusz Bleich
- Adam Judex
- Walenty Orpiszewski (8 stycznia 1573 - 1589)
- Jerzy Freiberg

## Architektura
Kościół pw. Wniebowzięcia NMP we Wrocławiu to trójnawowa ceglana budowla halowa. Składa się z trójprzęsłowego, wielobocznie zamkniętego prezbiterium z dostawioną od północy zakrystią i trójprzęsłowego korpusu z wieżą od zachodu. Wnętrze jest przykryte sklepieniem krzyżowo-żebrowym. Rozbudowany program architektoniczny świątyni, nietypowy dla wiejskich kościołów, można wytłumaczyć przynależnością Ołtaszyna do wrocławskiej kapituły katedralnej.

### Wyposażenie
W świątyni znajduje się ołtarz główny i dwa boczne. W ołtarzu głównym znajdują się gotyckie figury Matki Bożej z Dzieciątkiem (w części środkowej), św. Barbary i św. Katarzyny po bokach. Umieszczone są tu także figury sześciu apostołów, zdobiące niegdyś skrzydła gotyckiego ołtarza. W ołtarzu bocznym – północnym – umieszczono scenę Ukrzyżowania oraz figury świętych: Apolonii i Agnieszki. Poniżej znajduje się płaskorzeźba przedstawiająca Ostatnią Wieczerzę. W trzecim ołtarzu – południowym – umieszczono płaskorzeźbę Zaśnięcia NMP (część centralna), a poniżej znajduje się Pietà. Znajduje się tu również figurki św. Elżbiety, św. Jadwigi i dwóch z ośmiu zachowanych apostołów.
W świątyni znajdują się również cztery starsze obrazy: Matka Boska z Dzieciątkiem, Święta Jadwiga, Modlitwa w Ogrójcu i Święty Tomasz Becket. Dwa ostatnie zostały namalowane w 1715 przez barokowego malarza wrocławskiego Johanna Jacoba Eybelwiesera. W północnej ścianie prezbiterium wmurowane jest sakramentarium z piaskowca przesłonięte ręcznie kutą kratą z XV wieku.
Przy kościele znajduje się cmentarz ogrodzony średniowiecznym murem. Na cmentarzu stoi figura św. Jana Nepomucena z XVIII w.